# 伯格鎮區 (阿肯色州霍華德縣)
伯格鎮區（英語：Burg Township）是位於美國阿肯色州霍華德縣的一個行政鎮區。

## 地方資料
伯格鎮區的面積為34.77平方千米，當中陸地面積為34.55平方千米，而水域面積為0.22平方千米。根據2010年美國人口普查的數據，當地共有人口61人，而人口密度為每平方千米1.75人。